# Trentepohlia fuscobasalis
Trentepohlia fuscobasalis är en tvåvingeart som beskrevs av Alexander 1934. Trentepohlia fuscobasalis ingår i släktet Trentepohlia och familjen småharkrankar.
Artens utbredningsområde är Taiwan. Inga underarter finns listade i Catalogue of Life.